# 後藤健二 (政治家)
後藤 健二（ごとう けんじ、1941年9月22日 - ）は、日本の政治家・実業家。元北海道夕張市長。夕張観光開発、石炭の歴史村観光の各社長。夕張市出身。北海道夕張北高等学校卒業。

## 人物
夕張北高卒業後、夕張市役所に入る。観光商工部商工課長、振興部長、夕張市総務部長を歴任した後、2000年に夕張市助役に就任。2003年、6期24年市長を務めた中田鉄治の勇退に伴う夕張市長選挙に立候補し、前夕張市市議会議長の川村実らを破って初当選を果たした。しかし、折からの財政状態の悪化を止められず、2006年に財政再建団体入りを決断する。全国的に大きなニュースとなり、頻繁にマスメディアに登場した。赤字財政を引き継ぎ建て直しを図るが、任期満了に伴う2007年の市長選挙に立候補せず、政界を引退した。
他に、夕張観光開発社長、石炭の歴史村観光社長を務めたが、石炭の歴史村観光は2006年に、夕張観光開発は2007年にそれぞれ、札幌地方裁判所に自己破産を申し立ている。
後継の夕張市長の藤倉肇は、夕張北高校時代の同級生である。
| 公職          | 公職                             | 公職        |
| ------------- | -------------------------------- | ----------- |
| 先代 中田鉄治 | 夕張市長 第16代：2003年 - 2007年 | 次代 藤倉肇 |